# Dunkelsee (Stechlin)
Der Dunkelsee ist ein natürlicher See im Naturschutzgebiet Stechlin. Er liegt vollständig auf der Gemarkung von Dollgow, einem Ortsteil der Gemeinde Stechlin im Landkreis Ostprignitz-Ruppin (Brandenburg).

## Lage und Hydrographie
Der Dunkelsee liegt etwa sechs Kilometer ostsüdöstlich von Rheinsberg und rund 2,3 km westlich von Dollgow. Die nächste Siedlung ist Heinrichsfelde, die etwa 1,2 km Luftlinie entfernt liegt. Der Dunkelsee liegt fast völlig im Wald, im Südwesten grenzt ein Sumpfgebiet an. Er ist nur über einen Waldweg zu erreichen. Der Seespiegel liegt auf 57,6 m ü. NHN. Er hat eine Fläche von etwa vier Hektar.
1950 wurde der Dunkelsee als Hecht-Schleisee IIc typisiert, das bedeutet im Sommer Sichttiefen von 2 bis 5 m. Als Bewuchs sind fast nur Armleuchteralgen (Characeen) vorhanden. 1993 wurde der Dunkelsee als mesotroph eingestuft. Im Dunkelsee kommen vor: Feine Armleuchteralge (Chara virgata), Hornblättrige Armleuchteralge (Chara tomentosa) und Stern-Armleuchteralge (Nitellopsis obtusa). Bei Untersuchungen der Wasserinhaltsstoffe 2004/05 des Dunkelsee wurde festgestellt, dass es im Dunkelsee geogene salinare Tiefenwässer gibt.

## Geschichte
Bereits 1530 ist der Dunkelsee als die Dunckersehe erwähnt, 1784 wird er Dunker See genannt. Um diese Zeit taucht auch die Bezeichnung Dunkler See auf. Im Schmettauschen Kartenwerk ist er als Hülbselken See verzeichnet. Auf dem Urmesstischblatt 2943 Rheinsberg von 1825 ist der See namenlos. Das Adjektiv dunker von mnd. dunker = dunkel wird gelegentlich noch mundartlich für dunkel verwendet.

## Naturschutzgebiet Stechlin
Der Dunkelsee liegt im Naturschutzgebiet Stechlin und ist ein Totalreservat. Schutzzweck ist die Erhaltung und Entwicklung ... eines kalkreichen mesotrophen Sees einschließlich der angrenzenden nährstoffarmen Verlandungsgesellschaften, Moor- und Hangmischwäldern sowie die Entwicklung von Kiefernforsten zu natürlichen Waldgesellschaften.
Reinhard Müller bezeichnet den Dunkelsee dagegen als einen der nährstoffärmsten und unproduktivsten Flachseen Brandenburgs.